# Kościół św. Wojciecha w Szczecinie
Kościół św. Wojciecha w Szczecinie – neogotycki kościół halowy wybudowany w latach 1906–1909 według projektu architekta Jürgena Krögera. Pełni obecnie funkcję rzymskokatolickiego kościoła garnizonowego diecezji szczecińsko-kamieńskiej. Zbudowany jest z cegły, w elewacji posiada masywną, asymetrycznie ustawioną wieżę wysokości 65,5 m. Styl budowli jest eklektyczny – w większości neogotyk, ale pojawiają się też motywy neoromańskie, zwłaszcza w dekoracji. Długość budynku wynosi 35 m, szerokość – 23 m, wysokość hali – 17 m.

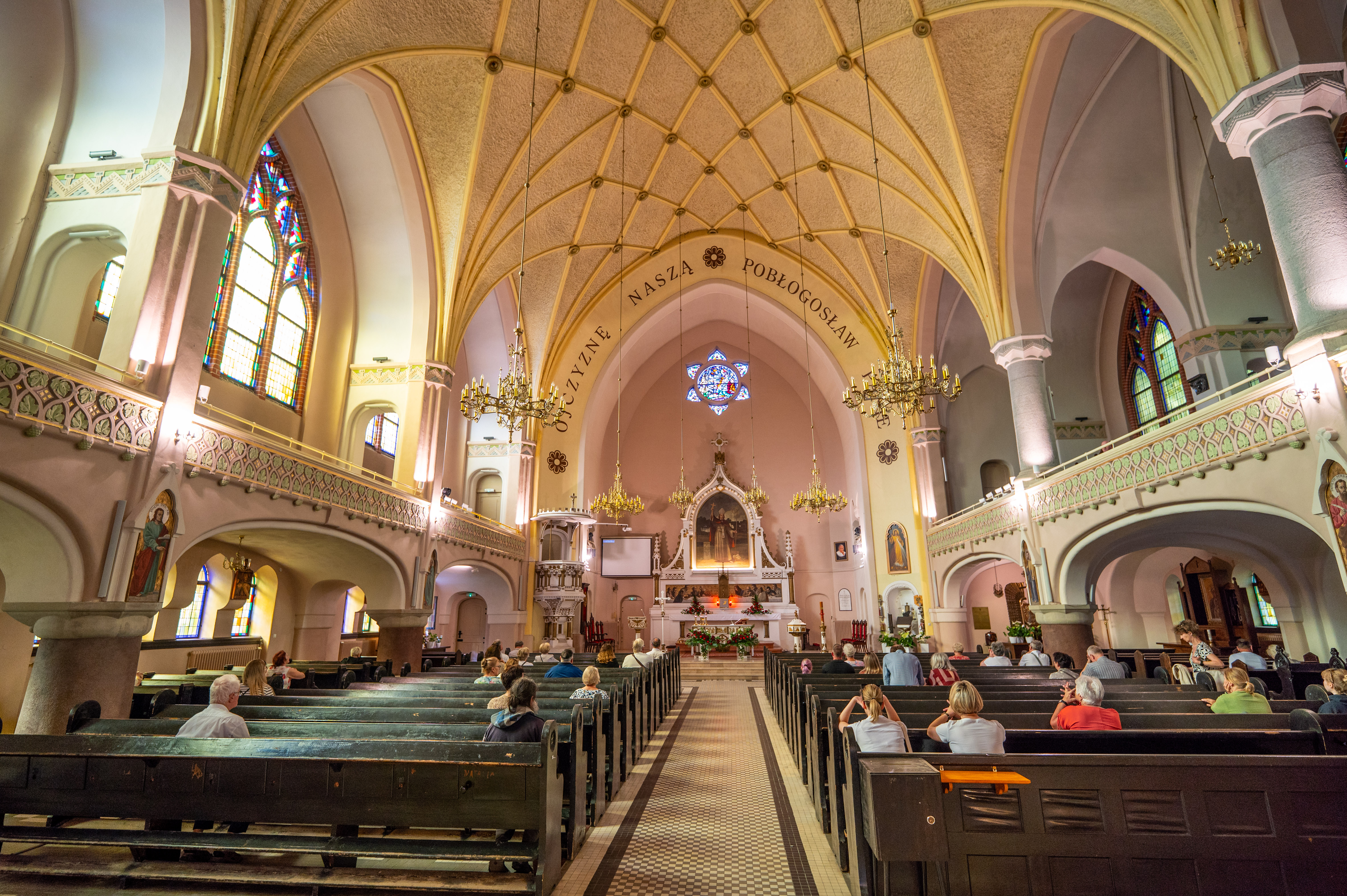
Wnętrze kościoła

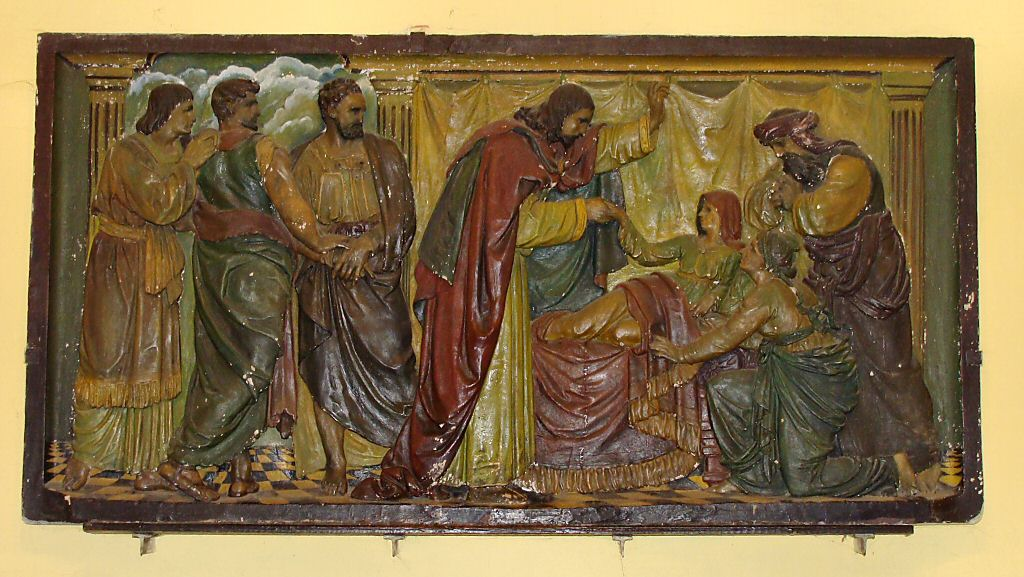
Płaskorzeźba w kruchcie kościoła

Kościół przed wojną należał do parafii ewangelickiej i nosił nazwę Bugenhagenkirche – na cześć Jana Bugenhagena, ojca reformacji na ziemiach Pomorza. W czasie II wojny światowej budynek kościoła ucierpiał podczas nalotów alianckich, lecz szybko podjęto decyzję o odbudowie – w 1948 kościół został poświęcony i przejęty przez parafię rzymskokatolicką.
Wewnątrz znajduje się m.in. kamienny ołtarz i ambona oraz 16-głosowe organy wykonane przez mistrza Brandta z Wałcza.
Kościół razem z otoczeniem został wpisany do rejestru zabytków 20 kwietnia 2009 roku.